# 이수홍
이수홍(1993년 8월 ~)은 대한민국의 수학 연구자로, 최연소로 서울대학교에 합격하였다. 본관은 연안으로 세조 때 공신 충간공 이숭원의 후손이다.
2006년 중학교 1학년때 한국과학영재학교에 합격하면서 중학교를 1년만에 조기졸업하였고, 2007년 한국과학영재학교에 입학한 뒤 중앙고등학교에 전학했다. 그리고 만 15세에 최연소로 도전! 골든벨을 울린 후 2년만에 일반고를 조기졸업하여 2009년 최연소로 서울대에 입학하게 된다. 그리고 매사추세츠 공과대학교 대학원에 진학했다.

## 같이 보기
- 송유근
- 유효정